# Rejon Taraclia
Rejon Taraclia – rejon administracyjny w południowej Mołdawii. W jego skład oprócz miasta Taraclia wchodzi jeszcze 26 punktów osadniczych. Zamieszkują tutaj przede wszystkim Bułgarzy, którzy stanowią większość mieszkańców.

## Demografia
Liczba ludności w poszczególnych latach:
| 1959  | 1970  | 1979  | 1989  | 2004  | 2014  |
| ----- | ----- | ----- | ----- | ----- | ----- |
| 39113 | 43953 | 43213 | 47966 | 43154 | 44000 |